# Kerai Mariur

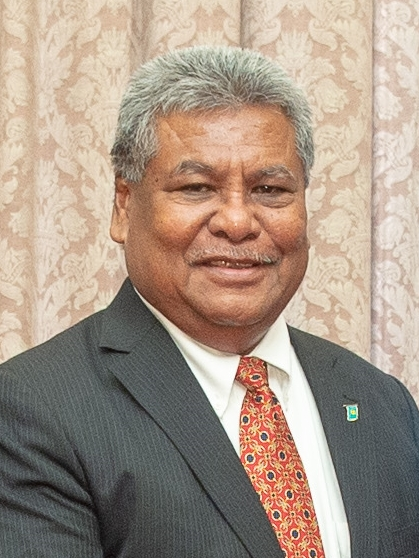

Kerai Mariur (ur. 4 czerwca 1951 we wsi Ollei w stanie Ngarchelong na wyspie Babeldaob) – palauski polityk.
W 1976 ukończył studia z zakresu administracji biznesowej i wyższej rachunkowości na Cannon’s International Business College w Honolulu. Przez cztery kadencje był członkiem Izby Przedstawicieli. W latach 2009–2013 sprawował urząd wiceprezydenta Palau. Zajmował stanowisko ministra administracji i finansów. Pełni mandat senatora.
Jest żonaty z Laurindą Waisang Fritz Mariur. Para ma czworo dzieci.